# Marco Wölfli
Pour les articles homonymes, voir Wölfli.
Marco Wölfli, né le 22 août 1982 à Soleure, est un footballeur international suisse.

## Biographie

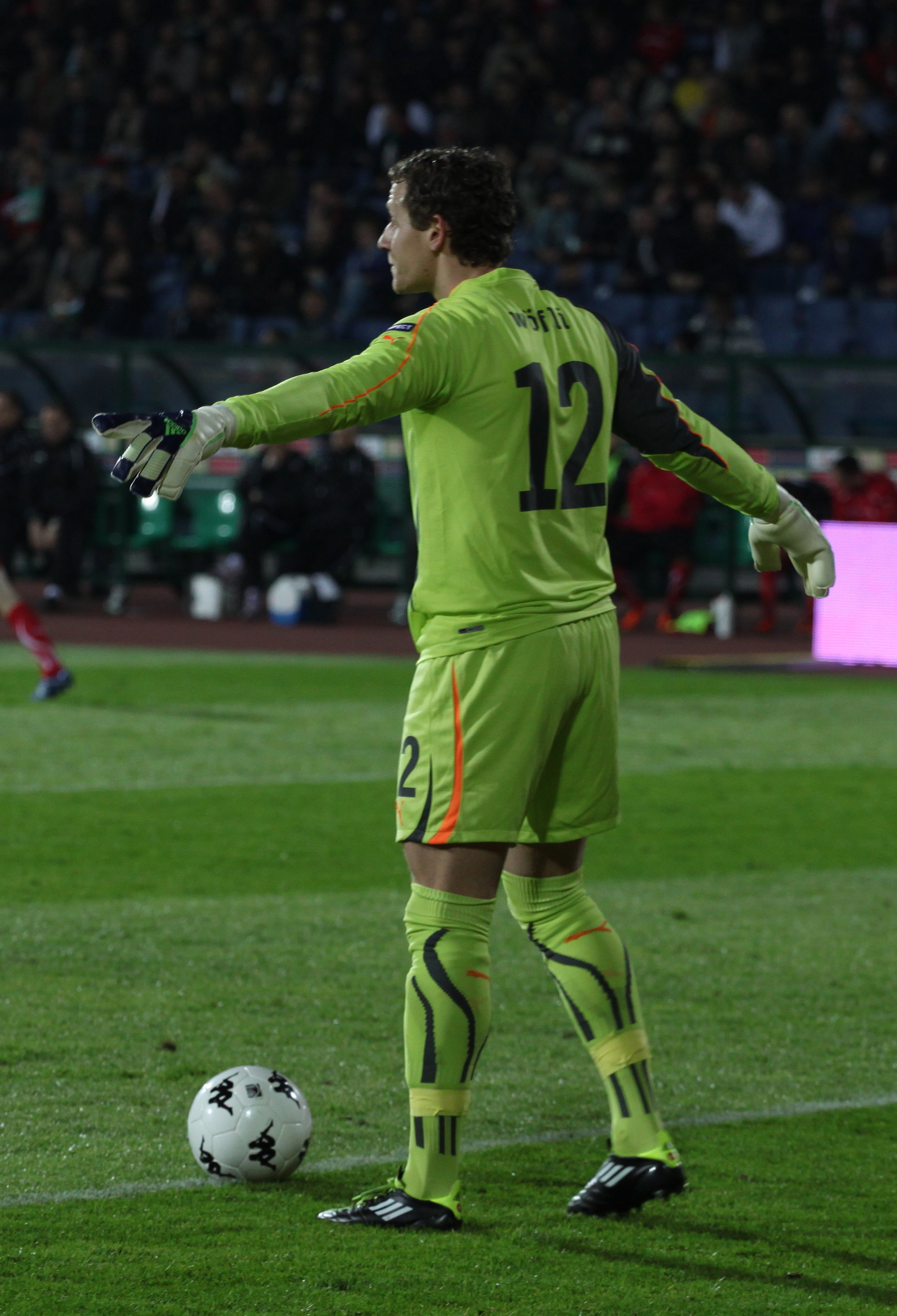
Wölfli avec la Suisse

Né le 22 août 1982 à Soleure, Marco Wölfli commence le football au FC Fulgor Grenchen, tantôt comme joueur de champ, tantôt comme gardien de but, avant d’intégrer l’équipe des moins de 15 ans du FC Soleure,. Après un an, il est repéré par le BSC Young Boys et rejoint l’équipe des moins de 17 ans où il est entraîné par l’ancien gardien Walter Eich.
Il fait ses débuts avec la première équipe en octobre 1999, mais ne parvient pas à s’imposer dans les cages bernoises et est prêté, en 2002, au FC Thoune afin de gagner du temps de jeu. Il y reste un an et demi, disputant quatorze matchs durant les saisons 2001-2002 et 2002-2003, avant de revenir aux Young Boys où il déloge Paolo Collaviti. Il devient par la suite titulaire indiscutable des jaunes et noirs. En 2006, il joue et perd sa première finale de Coupe de Suisse face au FC Sion.
Le 18 novembre 2008, il fête sa première sélection en équipe de Suisse lors d’un match amical contre la Finlande. Devenu doublure de Diego Benaglio, il est retenu pour disputer la Coupe du monde 2010, après avoir perdu une deuxième finale de Coupe de Suisse.
En fin d'année 2013, il se blesse au tendon d’Achille lors d'une rencontre face au FC Thoune. Cette blessure l’oblige à renoncer à la Coupe du monde au Brésil et met un terme à sa carrière internationale, après 11 capes.
Yvon Mvogo le remplace pendant sa blessure, puis devient titulaire de l'équipe. Malgré cela, Wöfli signe un contrat de 4 ans le 1er décembre 2014. Après le départ du gardien fribourgeois au RB Leipzig durant l’été 2017, Wölfli reste second gardien à l’arrivée du jeune David von Ballmoos. Lors de la blessure de ce dernier en janvier 2018, Wölfli redevient titulaire malgré le prêt du gardien français Alexandre Letellier et contribue au premier titre en 32 ans de son club, avant d’être battu en finale face au FC Zurich. Lors de la saison suivante, malgré son un retour à un statut de remplaçant, il dispute son premier match en phase de groupe de la Ligue des champions face au Valence CF, alors que von Ballmoos est sur la touche. En fin de saison, il fête son deuxième titre de champion de Suisse.

## Statistiques
| Saison                | Club                  | Championnat           | Championnat | Championnat | Coupe(s) nationale(s) | Coupe(s) nationale(s) | Compétition(s) continentale(s) | Compétition(s) continentale(s) | Compétition(s) continentale(s) | Suisse | Suisse | Total | Total |
| Saison                | Club                  | Division              | M.          | B.          | M.                    | B.                    | Comp.                          | M.                             | B.                             | M.     | B.     | M.    | B.    |
| 1999-2000             | Young Boys            | Ligue nationale B     | 1           | 0           | -                     | -                     | -                              | -                              | -                              | -      | -      | 1     | 0     |
| 2000-2001             | Young Boys            | Ligue nationale B     | 1           | 0           | -                     | -                     | -                              | -                              | -                              | -      | -      | 1     | 0     |
| 2001-2002             | FC Thoune (prêt)      | Ligue nationale B     | 4           | 0           | -                     | -                     | -                              | -                              | -                              | -      | -      | 4     | 0     |
| 2002-2003             | FC Thoune (prêt)      | Ligue nationale A     | 10          | 0           | -                     | -                     | -                              | -                              | -                              | -      | -      | 10    | 0     |
| 2003-2004             | Young Boys            | Super League          | 34          | 0           | 1                     | 0                     | -                              | -                              | -                              | -      | -      | 35    | 0     |
| 2004-2005             | Young Boys            | Super League          | 15          | 0           | 3                     | 0                     | C1                             | 2                              | 0                              | -      | -      | 20    | 0     |
| 2005-2006             | Young Boys            | Super League          | 35          | 0           | 6                     | 0                     | CI                             | 4                              | 0                              | -      | -      | 45    | 0     |
| 2006-2007             | Young Boys            | Super League          | 31          | 0           | 3                     | 0                     | C3                             | 2                              | 0                              | -      | -      | 36    | 0     |
| 2007-2008             | Young Boys            | Super League          | 32          | 0           | 4                     | 0                     | C3                             | 3                              | 0                              | -      | -      | 39    | 0     |
| 2008-2009             | Young Boys            | Super League          | 35          | 0           | 3                     | 0                     | C3                             | 4                              | 0                              | 2      | 0      | 44    | 0     |
| 2009-2010             | Young Boys            | Super League          | 36          | 0           | 2                     | 0                     | C3                             | 2                              | 0                              | -      | -      | 40    | 0     |
| 2010-2011             | Young Boys            | Super League          | 35          | 0           | 2                     | 0                     | C1 C3                          | 3 7                            | 0                              | 3      | 0      | 50    | 0     |
| 2011-2012             | Young Boys            | Super League          | 33          | 0           | 1                     | 0                     | C3                             | 3                              | 0                              | 5      | 0      | 42    | 0     |
| 2012-2013             | Young Boys            | Super League          | 36          | 0           | 2                     | 0                     | C3                             | 12                             | 0                              | 1      | 0      | 51    | 0     |
| 2013-2014             | Young Boys            | Super League          | 17          | 0           | 2                     | 0                     | -                              | -                              | -                              | -      | -      | 19    | 0     |
| 2014-2015             | Young Boys            | Super League          | 1           | 0           | 2                     | 0                     | C3                             | 1                              | 0                              | -      | -      | 4     | 0     |
| 2015-2016             | Young Boys            | Super League          | 2           | 0           | 1                     | 0                     | -                              | -                              | -                              | -      | -      | 3     | 0     |
| 2016-2017             | Young Boys            | Super League          | 1           | 0           | 2                     | 0                     | -                              | -                              | -                              | -      | -      | 3     | 0     |
| 2017-2018             | Young Boys            | Super League          | 19          | 0           | 2                     | 0                     | C1 C3                          | 1                              | 0                              | -      | -      | 23    | 0     |
| 2018-2019             | Young Boys            | Super League          | 4           | 0           | 3                     | 0                     | C1                             | 2                              | 0                              | -      | -      | 9     | 0     |
| 2019-2020             | Young Boys            | Super League          | 3           | 0           | 1                     | 0                     | -                              | -                              | -                              | -      | -      | 4     | 0     |
| Total sur la carrière | Total sur la carrière | Total sur la carrière | 385         | 0           | 40                    | 0                     | -                              | 47                             | 0                              | 11     | 0      | 483   | 0     |

## Palmarès
Avec le BSC Young Boys :
- Champion de Suisse en 2018, 2019 et 2020
- Vice-champion de Suisse en 2008, 2009, 2010, 2015, 2016 et 2017
- Finaliste de la Coupe de Suisse en 2006, 2009 et 2018